# كارل جي. كارستن
كارل جي. كارستن (بالإنجليزية: Karl G. Karsten)‏ هو اقتصادي أمريكي، ولد في 1891، وتوفي في 1968.